# St. Martin (Fellach)

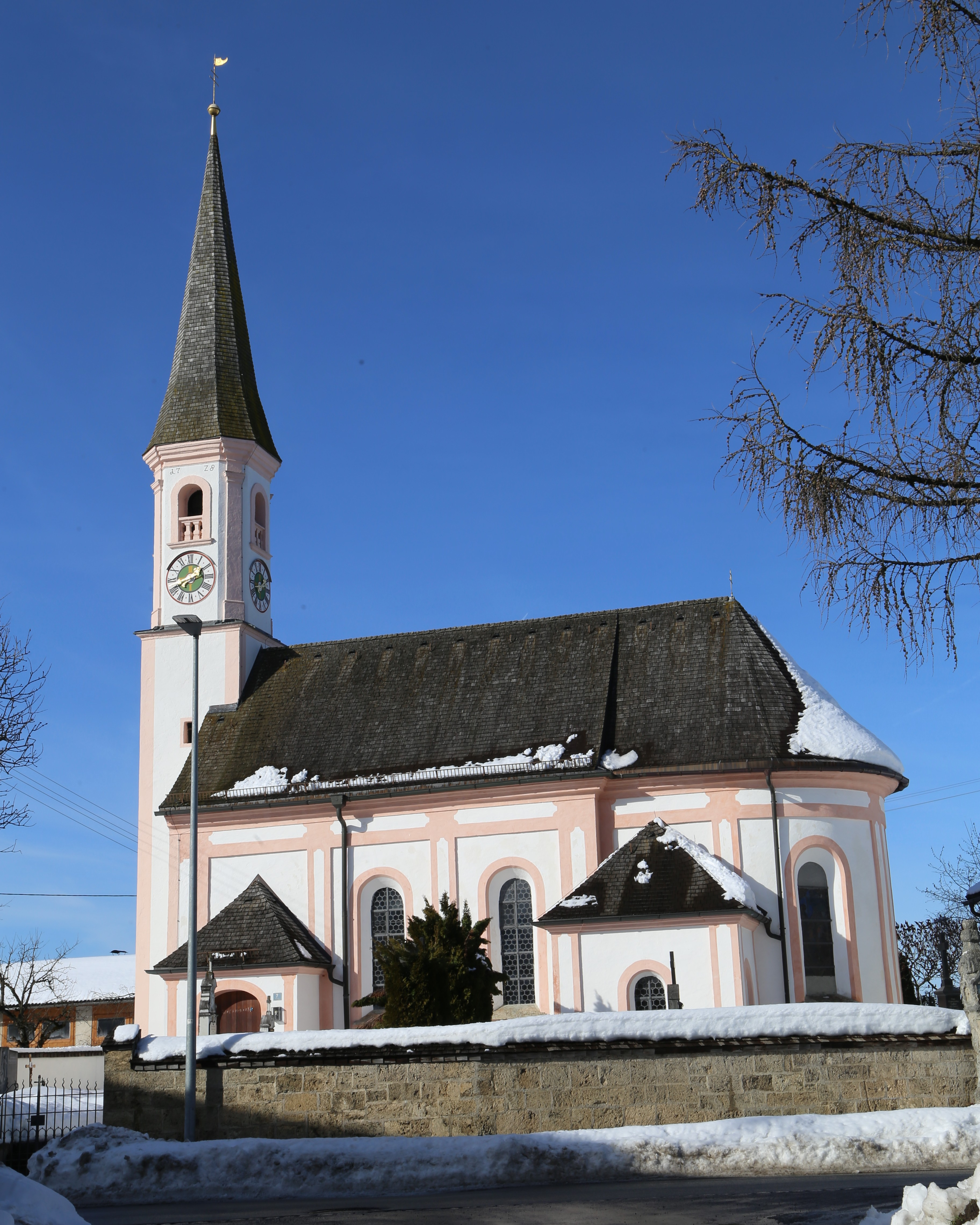
St. Martin in Fellach

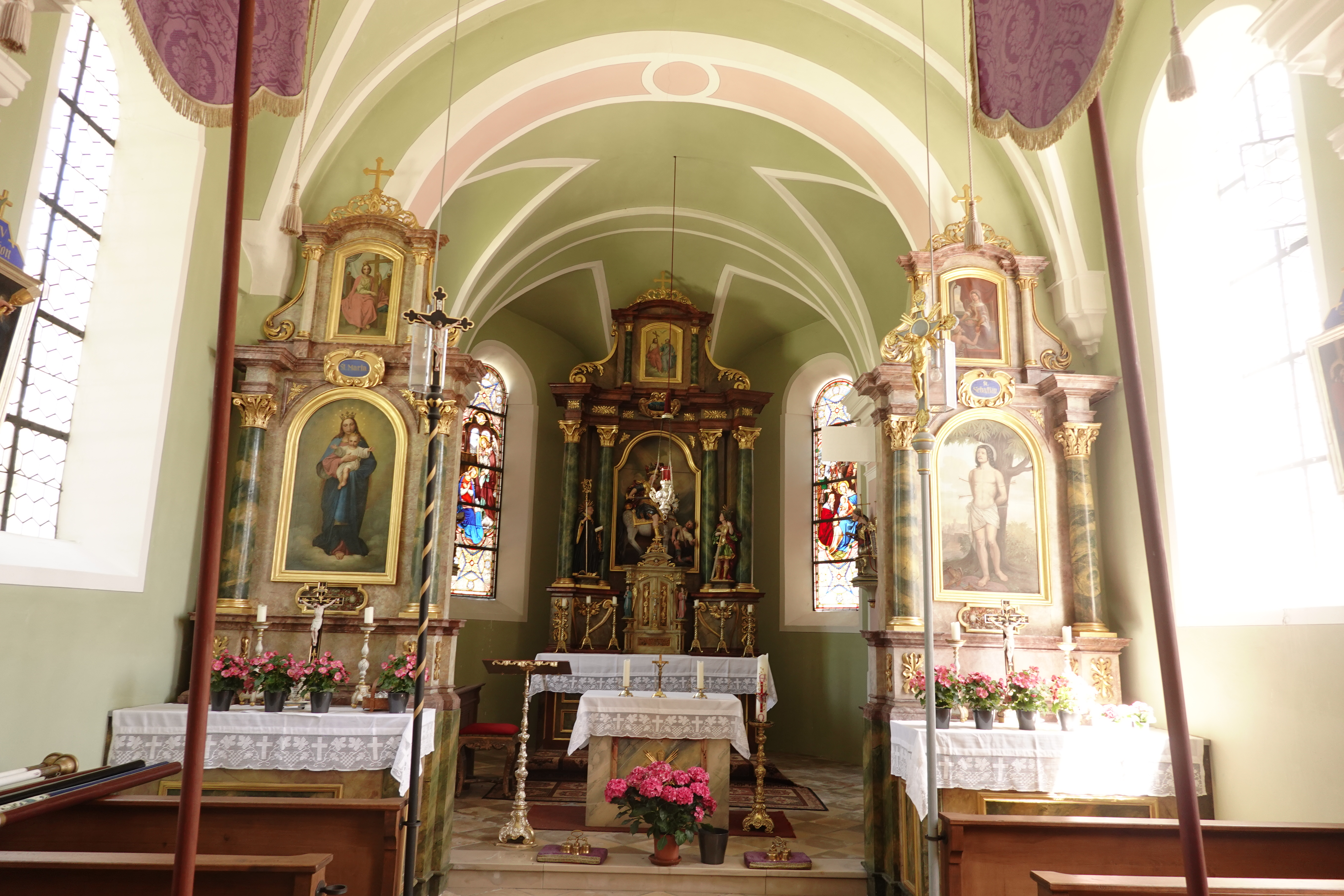
Innenansicht

Die römisch-katholische Filialkirche St. Martin steht in Fellach, einem Gemeindeteil des Marktes Holzkirchen im oberbayerischen Landkreis Miesbach. Das Bauwerk ist in der Liste der Baudenkmäler in Holzkirchen (Oberbayern) als Baudenkmal unter der Nr. D-1-82-120-18 eingetragen. Die Kirche gehört zum Pfarrverband Holzkirchen-Warngau im Dekanat Miesbach des Erzbistums München und Freising.

## Beschreibung
Die barocke Saalkirche wurde  1727/28 gebaut. Sie besteht aus dem Langhaus, dem eingezogenen, halbrund geschlossenen Chor im Osten, der Sakristei an der Südwand des Chors, dem Vorzeichen mit dem Portal im Südwesten des Langhauses und dem Kirchturm auf quadratischem Grundriss im Westen. Das Turmobergeschoss mit abgeschrägten Ecken enthält die Turmuhr und hinter den mit einer Balustrade versehenen Klangarkaden den Glockenstuhl mit zwei Kirchenglocken. Den Abschluss des Turms bildet der spitze, mit Schindeln gedeckte Helm aus der zweiten Hälfte des 19. Jahrhunderts. 
Der Innenraum des Langhauses ist mit einem Stichkappengewölbe überspannt. Am Hochaltar steht über dem neobarocken Tabernakel in einer Nische die Skulptur des Martin von Tours. Auf der 1860 eingebauten Empore steht eine Orgel mit fünf Registern, einem Manual und Pedal, die 1923 Leopold Nenninger gebaut hat.